# NIX (Modelabel)
Das Modelabel NIX wurde 1990 von den Designerinnen Barbara Gebhardt, Tochter des Schriftstellers Eugen Oker, und Angela Herb gegründet. Als eines der ersten jungen Modeunternehmen siedelten sie den Standort ihrer Firma, mit Atelier und Ladengeschäft, im damals rund um die Auguststraße (Berlin) entstehenden Kunst- und Szene-Viertel in Berlin-Mitte an. Es ist eines der wenigen in Berlin gegründeten Modeunternehmen, das seit mehr als 20 Jahren existiert.
Es folgten Anfang der 1990er Jahre improvisierte Mode-Shows in noch leer stehenden Häusern und Wohnungen im Kiez um das Kunsthaus Tacheles: 1991 in einer Bauruine in der Auguststraße 4, zusammen mit dem Ost-Berliner Avantgarde-Modelabel „Allerleirauh“; 1993 im teilweise unbewohnten Hinterhaus in der Auguststraße 86, in Kooperation mit der Wohnungsbaugesellschaft Berlin-Mitte (WBM) oder 1992 auf der Straße selbst, während der von Klaus Biesenbach kuratierten zeitgenössischen Kunstausstellung „37 Räume“.
Ab 1997 führte Barbara Gebhardt die Firma allein weiter und bezog als erstes Unternehmen das historische Bauensemble der restaurierten Heckmann-Höfe. Dort befindet sich bis heute das Ladengeschäft mit Atelier und Ausbildungsbetrieb.
Heute ist NIX vor allem in der nachhaltigen Mode der Ethical Fashion etabliert. Halbjährlich wird im Berliner Atelier eine Komplettkollektion entworfen und in Polen aus zertifizierten Materialien gefertigt.

## Auszeichnungen
- „Outfit“ Modepreis München 1991.
- Apolda European Design Award 1996.